# Job Cohen
Marius Job Cohen (Haarlem, 18 ottobre 1947) è un politico olandese, leader del Partito del Lavoro dal 2010 al 2012, ex sindaco di Amsterdam e segretario di Stato nei governi presideduti da Ruud Lubbers e Wim Kok.

## Biografia: origini e formazione
Cohen proviene da una famiglia ebraica liberale, figlio dello storico Dolf Cohen (1913-2004), ha un fratello minore storico della scienza Floris Cohen (1946). Ha studiato giurisprudenza all'Università di Groninga. Successivamente ha lavorato all'Università di Leida e all'Università di Maastricht. È diventato professore all'Università di Maastricht nel 1983 e rettore nel 1991.

## Carriera politica

### Segretario di Stato dei governi Lubbers e Kok
Nel 1993 è diventato Segretario di Stato per l'istruzione nel governo guidato da Ruud Lubbers. Dopo un anno è tornato al suo lavoro scientifico. A quel tempo era anche membro della Prima camera degli Stati Generali, la camera alta del parlamento olandese. Nel 1998, ha lasciato la Prima camera per diventare Segretario di Stato per la Giustizia nel governo di Wim Kok. Come Segretario di Stato, è sgtato responsabile, tra l'altro, dell'introduzione di una nuova legge sull'immigrazione.

### Sindaco di Amsterdam

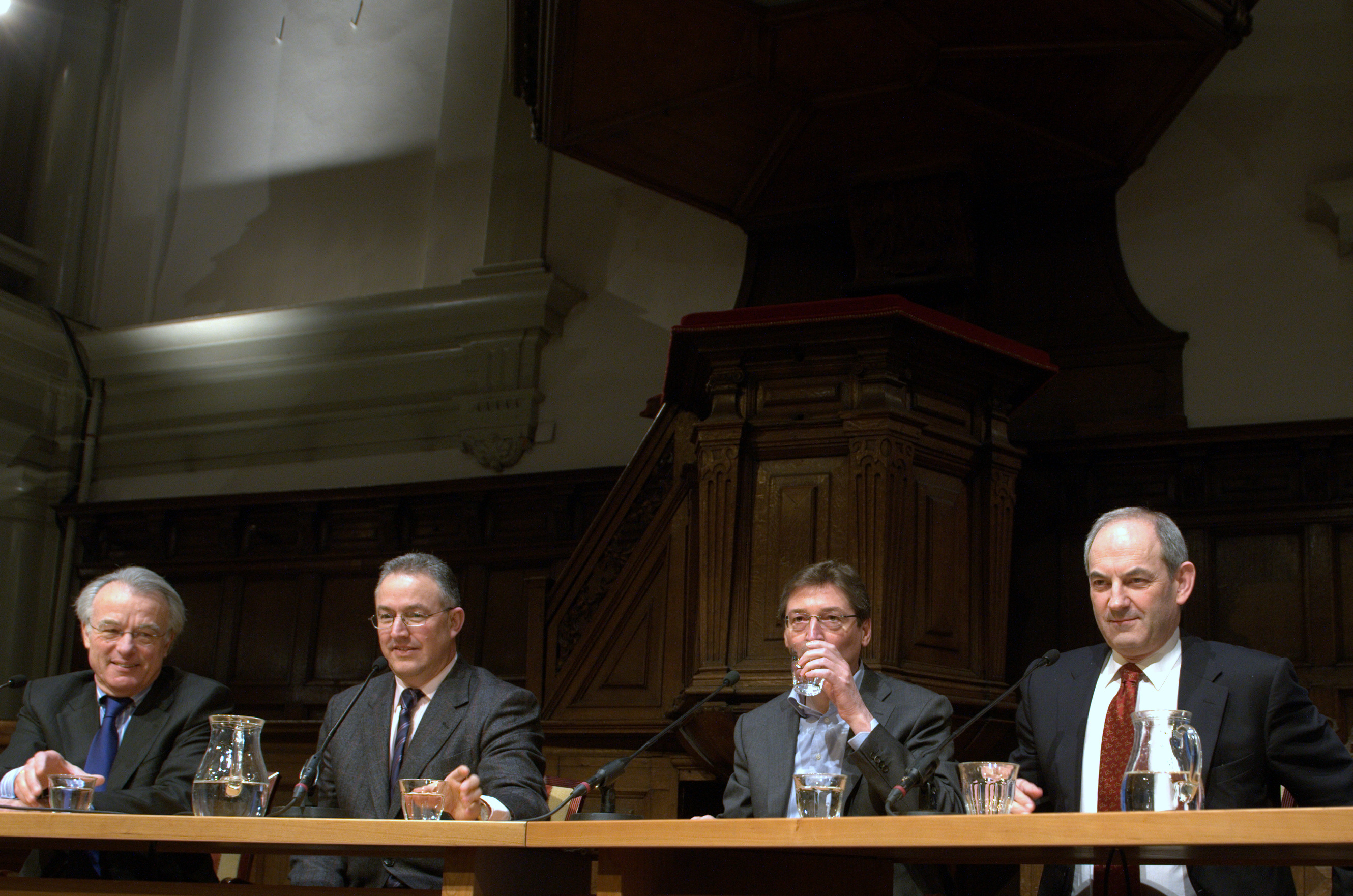
Cohen al dibattito dei sindaci tra le 4 città principali

È stato nominato sindaco della città di Amsterdam il 17 gennaio 2001. Una delle sue prime apparizioni nel suo nuovo ruolo è stato il matrimonio di una coppia omosessuale, la prima nei Paesi Bassi. Solo pochi mesi prima, Cohen, come Segretario di Stato, aveva difeso la legge sul matrimonio gay in parlamento. Il 2 febbraio 2002, ha celebrato il matrimonio civile del principe ereditario Guglielmo Alessandro e della principessa Máxima.
Cohen è stato in occasione delle elezioni parlamentari del 2003 candidato alla carica di primo ministro. Tuttavia, il primo ministro democristiano Balkenende è rimasto in carica e Cohen è rimasto sindaco.
La rivista Time ha definito Cohen per il suo aspetto dopo l'omicidio di Theo van Gogh nel novembre 2004 come "Eroe Europeo". Cohen ha guidato la gente nella sua protesta mentre chiedeva l'unità e la tolleranza. Da allora ha provato durante il suo mandato come sindaco di "tenere il tutto insieme" (in olandese: "de Boel bij te elkaar houden") per Amsterdam che vivrà fino alla sua reputazione come una città cosmopolita e tollerante in futuro.
Cohen è arrivato secondo dietro a John So al Melbourne World Mayor Award 2006. Sono stati nominati un totale di cinquanta sindaci di tutti e cinque i continenti.

### Leader del Partito del Lavoro

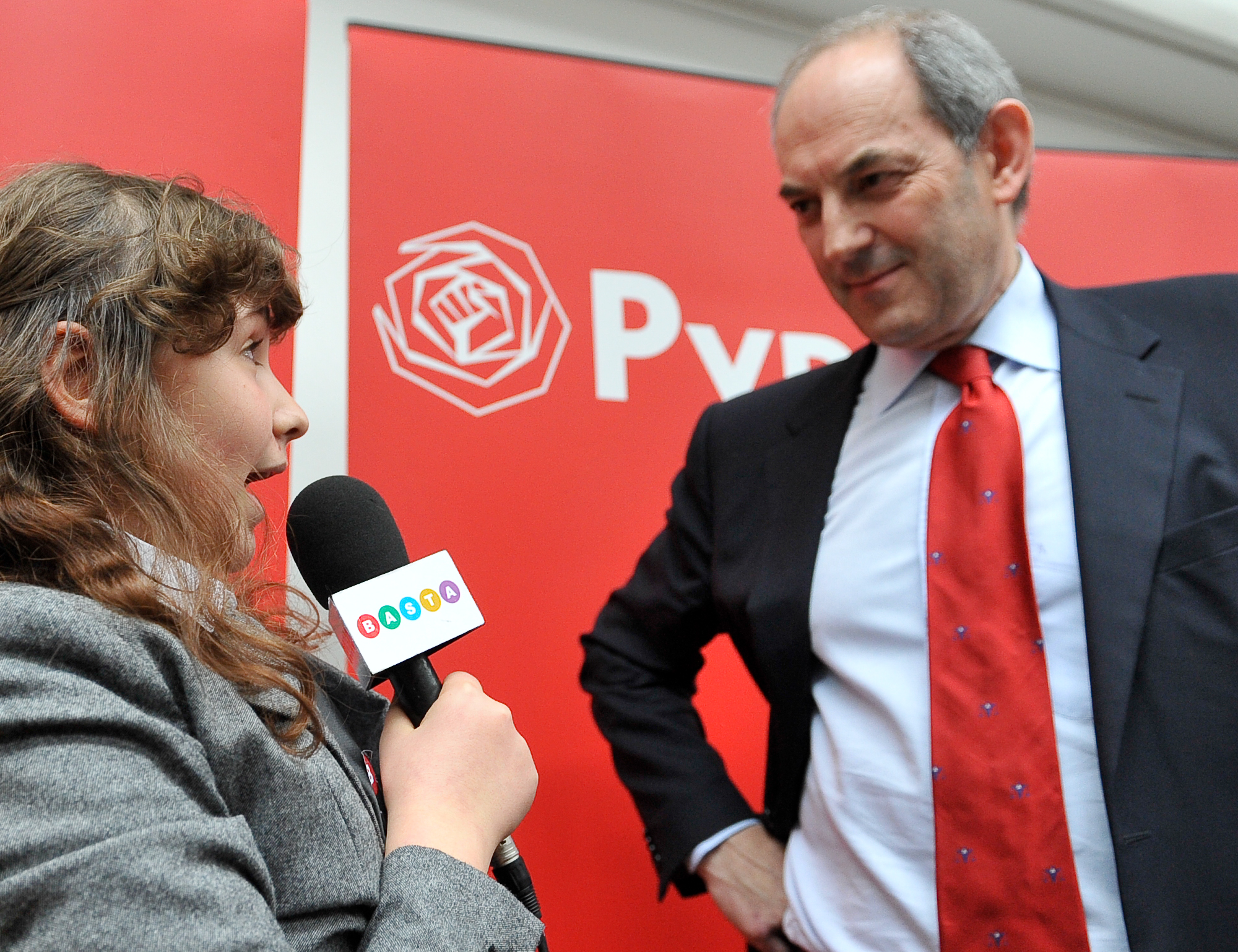
Job Cohen dopo aver annunciato la sua candidatura alla leadership del Partito del Lavoro

Fin dall'età di 20 Job Cohen è un membro del Partito Laburista, il Partito socialdemocratico dei Paesi Bassi, il cui leader del partito è stato, succedendo a Wouter Bos dall'aprile del 2010. Nel febbraio 2012, Cohen si è dimesso da capo del partito. 

## Vita privata
Il 2 giugno 1972 si è sposato a Groninga con Lidie Lodeweges. Hanno avuto due figli: un figlio Jaap nel 1980 e una figlia Lotte nel 1983. Sua moglie ha sofferto per anni di sclerosi multipla e morì nell'agosto 2015. Il 6 gennaio 2016, Cohen ha annunciato di avere "una relazione da qualche tempo" con Anjes van der Linden, con la quale si è sposato il 30 agosto 2016.